# Унъюган
Унъюга́н (хант. Унъюган, хант. Вонъеган) — посёлок в России. Входит в Октябрьский район Ханты-Мансийского автономного округа — Югры. Образует сельское поселение Унъюган.
Название посёлка происходит от реки Унъюган.

## География
Унъюган находится в западной части Ханты-Мансийского автономного округа, в 25 км к юго-востоку от ближайшего города Нягани.
В посёлке городского типа расположена железнодорожная станция Вонъеган (участок Ивдель — Приобье). В 6 км  от поселка находится Таёжное ЛПУМГ ООО «Газпром трансгаз Югорск» ПАО «Газпром».
Решением Тюменского облисполкома № 262 от 5 ноября 1965 года населённый пункт при станции Вонъёган получил название Ун-Юган. 18 апреля 1988 года посёлок получил современное название Унъюган. 
Климат резко континентальный, зима суровая, с сильными ветрами, снегами и метелями, продолжающаяся пять месяцев. Лето относительно тёплое, но быстротечное.

## Население
| 2002  | 2010  | 2012  | 2013  | 2014  | 2015  | 2016  |
| ----- | ----- | ----- | ----- | ----- | ----- | ----- |
| 5067  | ↘4577 | ↘4485 | ↘4444 | ↘4352 | ↘4283 | ↘4255 |
| 2017  | 2018  | 2019  | 2020  | 2021  |       |       |
| ↗4268 | ↘4190 | ↘4090 | →4090 | ↗5478 |       |       |